# Арока (футбольний клуб)
«Арока» (порт. Arouca) — португальський футбольний клуб із Ароки, заснований 1951 року. Виступає у Лізі Сагреш.

## Історія
Футбольний клуб «Арока» було засновано 25 грудня 1951 року як філіал «Порту». Більшу частину своєї історії команда провела у регіональних лігах. Поступовий підйом клубу вгору в ієрархії португальського футболу розпочався в 2000-і роки. У сезоні 2010-11 клуб дебютував у Сегунда-Лізі, за підсумками першого ж сезону посів 5-е місце. За підсумками сезону 2012-13 команда здобула право виступати в Лізі Сагреш - найвищому дивізіоні Португалії.